# 트리젠베르크

트리젠베르크의 위치

트리젠베르크(독일어: Triesenberg)는 리히텐슈타인의 지방 자치체로, 인구는 2,538명(2008년 기준), 면적은 29.8km2, 높이는 884m이다. 높이가 884~1,000m에 달하는 지점에 위치한다.

시기
시 문장